# Сеген, Арман
Арман Сеген (полное имя — Арман Феликс Абель Сеген; фр. Armand Félix Abel Seguin; 15 апреля 1869, Париж — 30 декабря 1903, Шатонёф-дю-Фау, Бретань, Франция) — французский художник.

## Биография
Выходец из буржуазной семьи. Родители — Арман Феликс Абель Сеген (1799—1873) и его жена, Шарлотта Элмор. Дед — Арман Жан Франсуа Сеген (1767—1835), ученик и сотрудник великого химика Антуана Лавуазье, разбогател благодаря изобретению химического процесса, ускорявшего дубление кож, необходимых для французской революционной армии. В эпоху Наполеона дед Сегена стал богатейшим промышленником, но разорился из-за приобретения в собственность роскошных замков, особняков, организации приёмов и других непомерных трат. Завод, основанный Сегеном для выделки кожи, на острове посреди Сены недалеко от Парижа, которому промышленник дал своё имя, много позже был перестроен в головной автомобильный завод «Renault» (снесён в 2004—2005 годах в рамках программы реновации парижских пригородов).
Хотя дед Сегена успешно промотал большую часть своего состояния, нельзя сказать, чтобы его потомкам не осталось совсем ничего. Семья, в которой появился на свет художник, была вполне буржуазной. Когда в юноше был замечен интерес к искусству, он поступил в парижскую академию Жюлиана. В 1893 году Сеген впервые принял участие в выставке Салона Независимых, оппозиционного официальному Парижскому Салону. Испытав влияние импрессионизма, Сеген присоединился к группе художников, позднее названной искусствоведами школа Понт-Авена, важнейшим представителем которой был Поль Гоген. Позднее Сеген внёс свою лепту в основание художественного кружка, члены которого позиционировали себя в качестве последователей Гогена — так называемой группы Наби.
В 1880-х годах Сеген жил в Париже и работал в студии на улице Лепик, которая за несколько лет до этого принадлежала Винсенту Ван Гогу. В 1890-х годах он регулярно проживал в Понт-Авене, во французской Бретани, на атлантическом побережье. Сеген считался современниками мастером офорта и акватинты, причём предполагается, что именно он обучил своего приятеля Гогена этим двум техникам. На манеру Сегена, как и в случае с рядом других его современников, оказала влияние традиционная японская гравюра. Столкнувшись с недостатком средств, Сеген занимался гравированием и созданием иллюстраций к произведениям Байрона, Бодлера и Бертрана. Однако главной его страстью являлась живопись. Когда современники говорили о нём в первую очередь как об иллюстраторе, рисовальщике или гравёре, Сеген тяжело это переживал, и был, в сущности, прав, так как его живописные произведения отличала немалая самобытность.
Армана Сегена принято считать «летописцем школы Понт-Авена». В 1903 году он написал три большие статьи о составе и целях этой группы. Однако из-за отсутствия издателя художник не смог опубликовать их полностью. Часть рукописи издана не была и в дальнейшем исчезла. Тем не менее опубликованный фрагмент остается редким и достоверным свидетельством «из первых рук» о художниках этой школы.
Тяжело болея туберкулёзом, Сеген невероятно переживал, осознавая, что не успеет осуществить всё задуманное. «Каждый день, каждую ночь мне снятся холсты, которые я не смогу исполнить», — писал художник.
Между 1900 и 1902 годом художник переехал в Шатолен, где работал над книжными иллюстрациями по заказу арт-дилера и коллекционера Амбруаза Воллара. В 1903 году тяжело больной художник скончался в городке Шатонёф-дю-Фау на руках у своего единомышленника и друга Поля Серюзье. Сегену было 34 года.
Спустя более ста лет творчество Сегена продолжает вызывать устойчивый интерес любителей искусства. Ему посвящаются биографические статьи, в том числе и на русском языке. Картины художника экспонируются в разных странах мира. Так, в 2018 году картина Сегена «Тихая заводь» была показана на выставке в Екатеринбурге, что привлекло внимание искусствоведов.

## Галерея

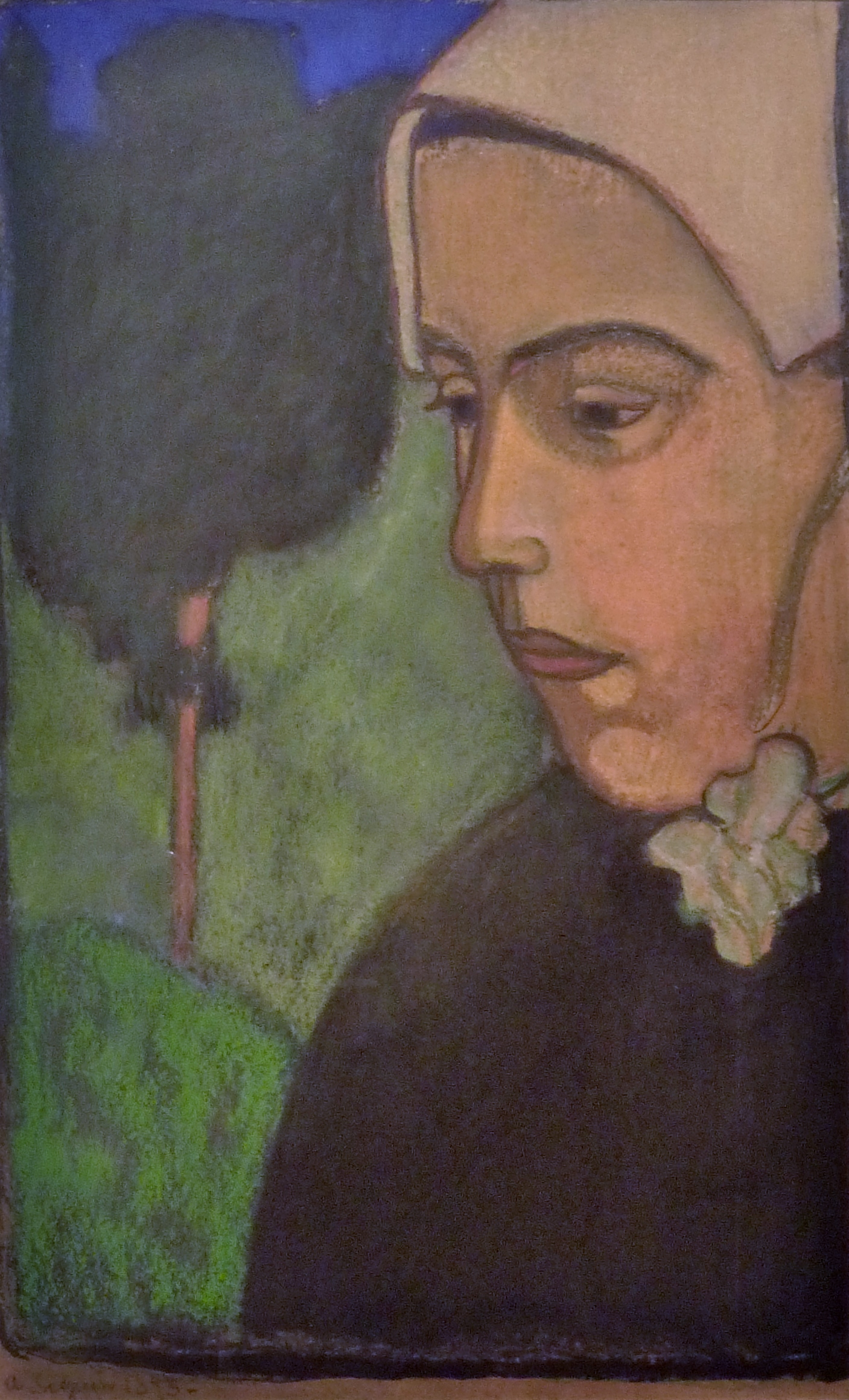
Бретонка
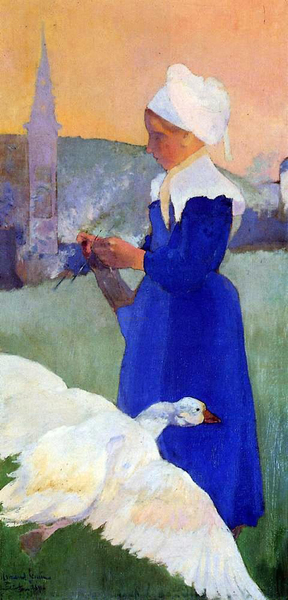
Пастушка с гусями
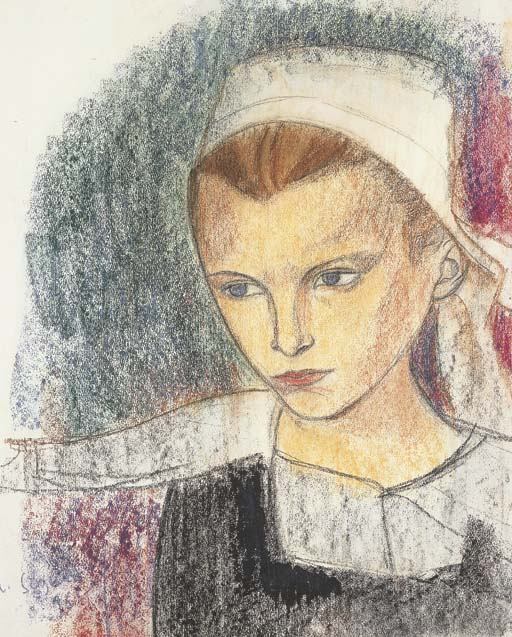
Бретонская девочка
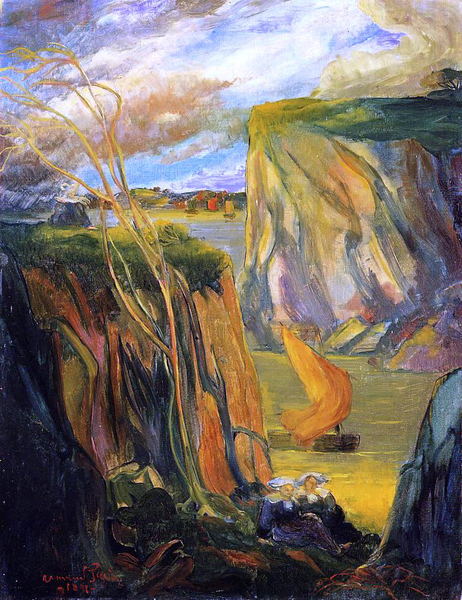
Бретонки у обрыва
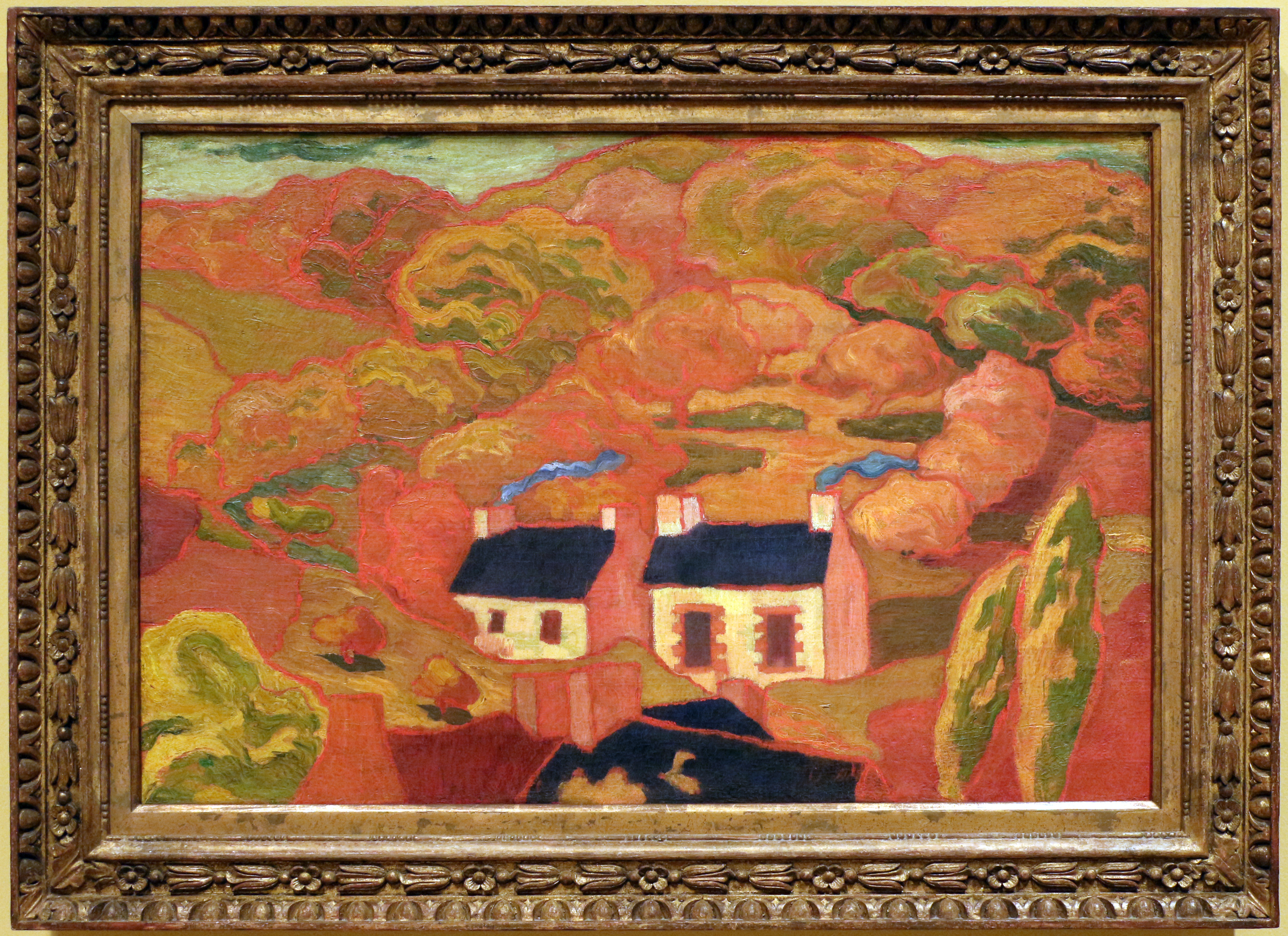
Два домика с соломенными крышами.
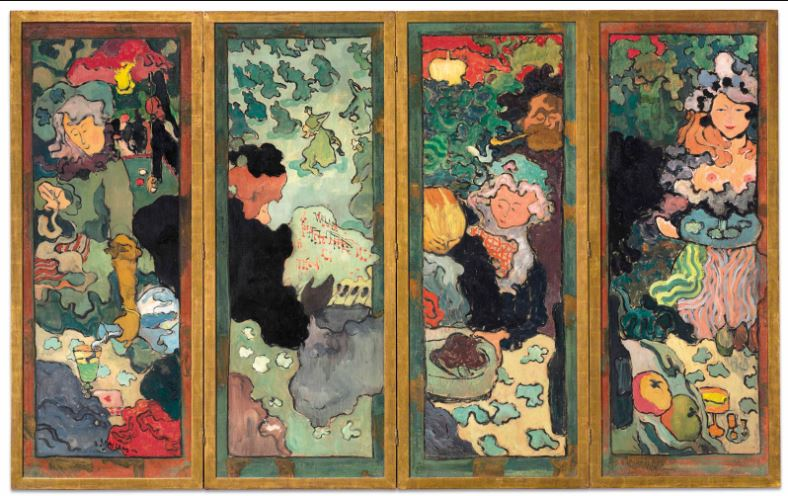
Прелести жизни
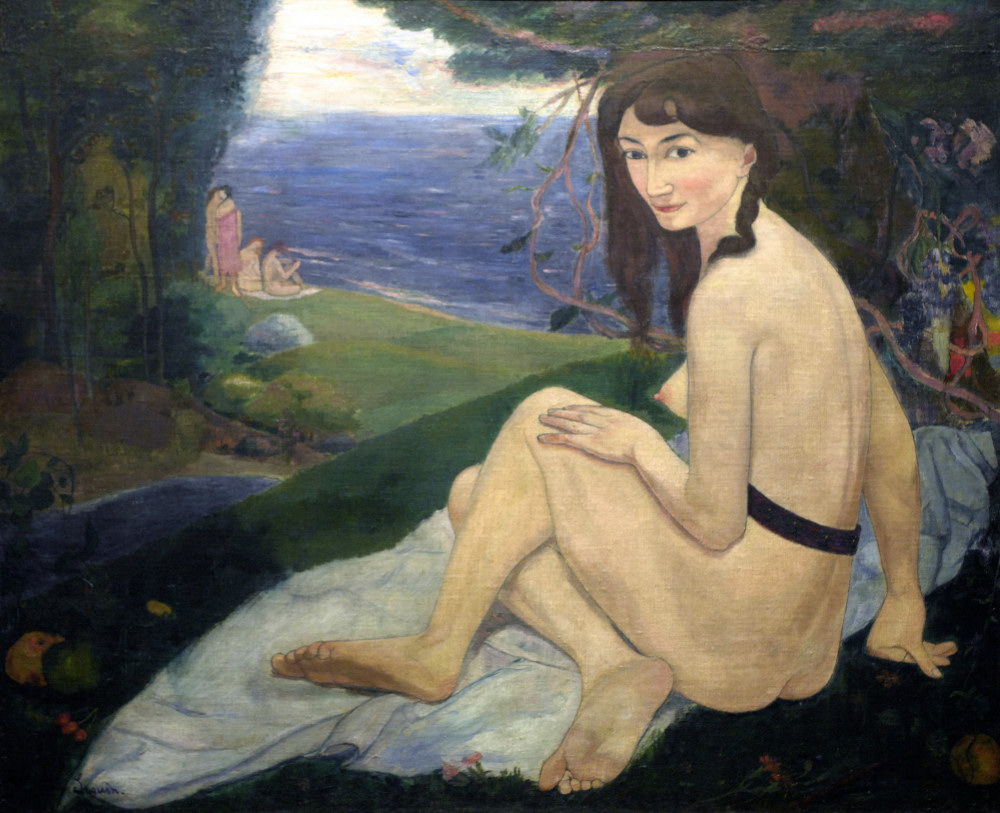
Обнажённая графиня Д’Отерош (D’Autheroche)